# Èter difenílic policlorat
Els èters difenílics policlorats (EDPC o PCDE per les seves sigles en anglès) són un grup de compostos aromàtics organoclorats formats per dos benzens enllaçats mitjançant un àtom d'oxigen (això els dona el nom d'èters), en els que, els carbonis que no es troben enllaçats a l'oxigen, poden estar units a hidrògens o a clors. Es tracta d'una família de compostos que es diferencien pel nombre de clors (que pot oscil·lar entre 1 i 10) i la seva posició.
Són compostos lipòfils, resistents a la degradació i àmpliament distribuïts al medi, per la qual cosa s'inclouen en la categoria dels contaminants orgànics persistents. També podem trobar els seus anàlegs bromats anomenats èters difenílics polibromats.

## Classes d'PCDE
Els èters difenílics policlorats formen una família de compostos químics amb un total de 209 congèneres. (PCDE = C₁₂H(10−x)ClxO (on x = 1, 2, ..., 10 = m + n)).

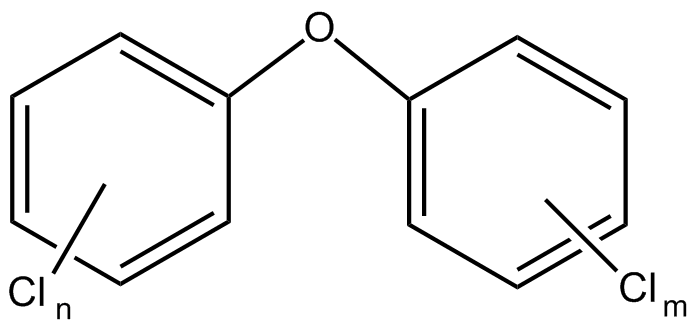
Estructura química dels PCDEs on 0<m+n<11

## On es troben
Els PCDE es troben com a impureses en les preparacions de clorofenols i s'alliberen al medi a conseqüència de l'ús d'aquests compostos, així com durant els processos de síntesi, destrucció i reciclatge dels productes que els contenen. Un cop alliberats, no se sap ben bé quina és la seva distribució mediambiental.
També s'utilitzaven com a fluids dielèctrics en condensadors i històricament com a retardants de flama com els seus homòlegs més coneguts per aquesta utilitat, els èters difenílics polibromats.